# Kolom (database)
In de context van een relationele databasetabel, vertegenwoordigt een kolom een verzameling van datawaarden van een bepaald type, een voor elke rij van de tabel. De kolommen voorzien in de structuur volgens welke de rijen worden samengesteld.
De term veld wordt vaak door elkaar gebruikt met de term kolom, dit alhoewel velen het correcter vinden om veld (of veldwaarde) te gebruiken om zo specifiek te verwijzen naar het enkele item dat men aantreft op de doorsnede van een rij en een kolom.
|       | Kolom 1        | Kolom 2        |
| ----- | -------------- | -------------- |
| Rij 1 | Rij 1, Kolom 1 | Rij 1, Kolom 2 |
| Rij 2 | Rij 2, Kolom 1 | Rij 2, Kolom 2 |
| Rij 3 | Rij 3, Kolom 1 | Rij 3, Kolom 2 |

## Voetnoten
1. ↑  De term "kolom" vindt ook toepassing in andere, meer generieke contexten. Zie bijvoorbeeld platte database, tabel.